# Roubaix
Roubaix (ejtsd: rúbe [ʀuˈbɛ]) (hollandul Robaais) egyike a Lille-i agglomeráció főbb városainak Észak-Franciaországban, Nord megyében, Hauts-de-France régióban, közel a belga határhoz. 2013-ban a régió harmadik legnagyobb városa volt Lille és Amiens után 95 866 fős lakosságával. Roubaix Wattrelos, Tourcoing, Croix, Hem, Leers, Lys-lez-Lannoy és Wasquehal községekkel határos.
1800-ban Roubaix csupán 8 091 lakosú város volt. A 19. század közepére beinduló ipari forradalommal, a város erőteljes fejlődésnek indult és a francia gyapjúkereskedelem központja lett, ami oda vezetett, hogy Roubaix-t a „gyárkémények ezreinek városaként” vagy a „francia Manchesterként” emlegették. A város lakónépessége 1805. és 1896. között majdnem 116 000 fővel nőtt.
Az 1970-es és 1980-as években a nemzetközi verseny miatt a helyi ipar hanyatlásnak indult, ami a város lakosságszámának csökkenéséhez vezetett. Amióta a helyi kormányzatok megpróbálták a nehézségeket megoldani az iparosodás növekedését érintő új iparágak bevezevetésével és az erős  ipari tanulói képzés biztosításával.
Roubaix kulturálisan és etnikailag is színes város. A város jól ismert arról is, hogy itt van a Párizs-Roubaix klasszikus kerékpárverseny utolsó szakasza is. Ez a város egy kulturális hely olyan múzeumokkal mint az André Diligent Művészeti és Ipari Múzeum és számos más intézmény.

## Galéria

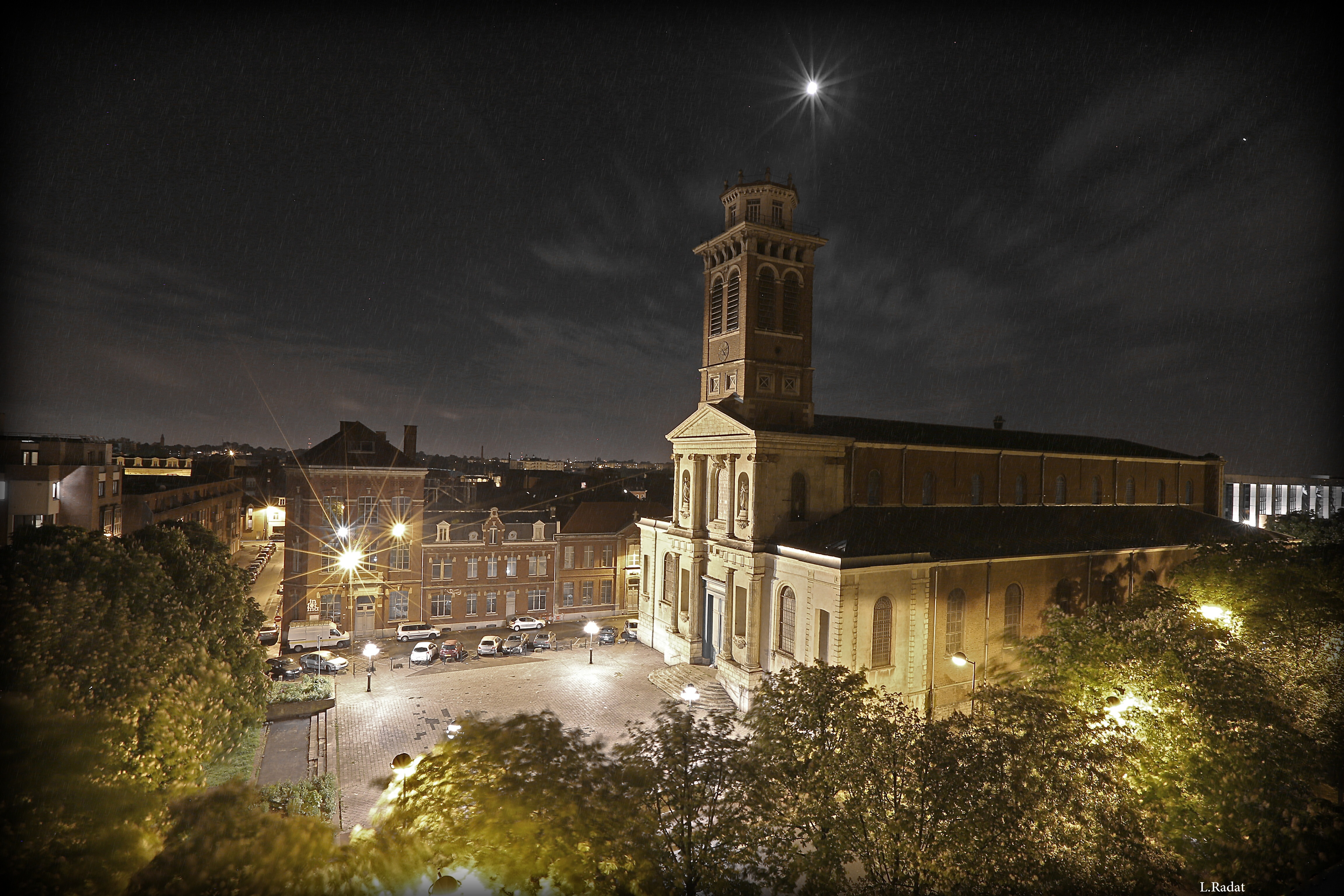
Az egykori Miasszonyunk-templom
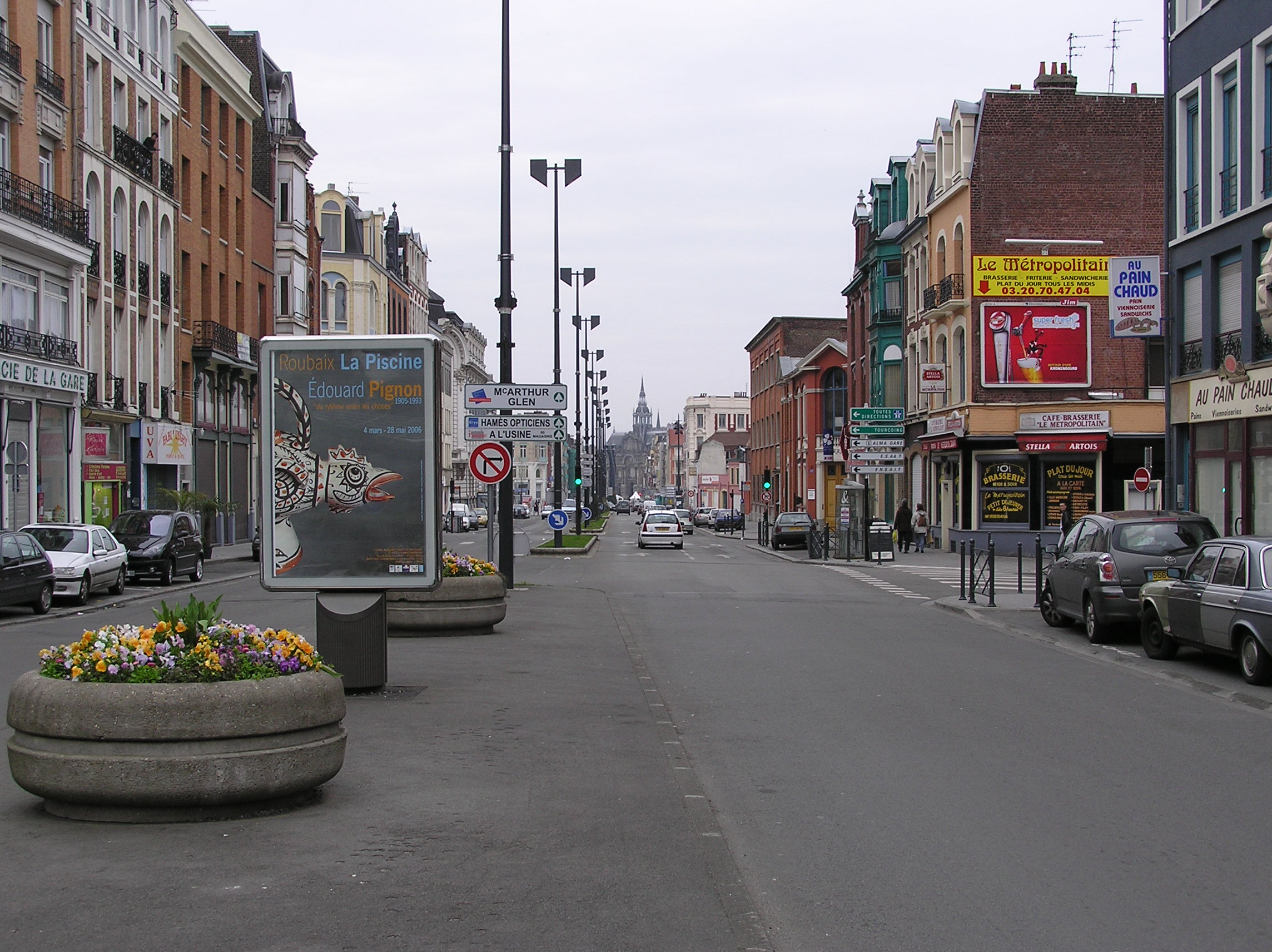
Jean Lebas sugárút
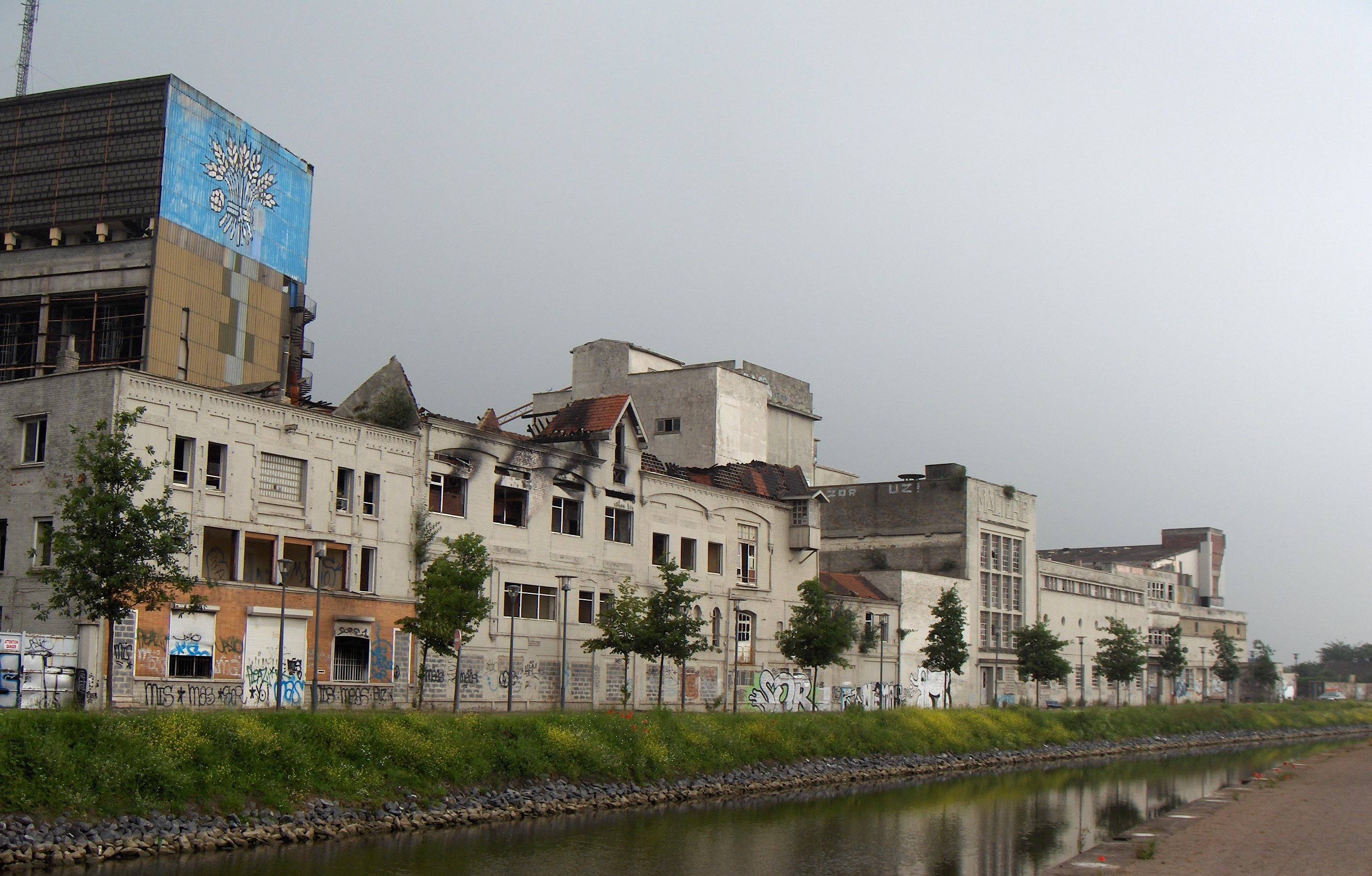
Az egykori Terken sörgyárban
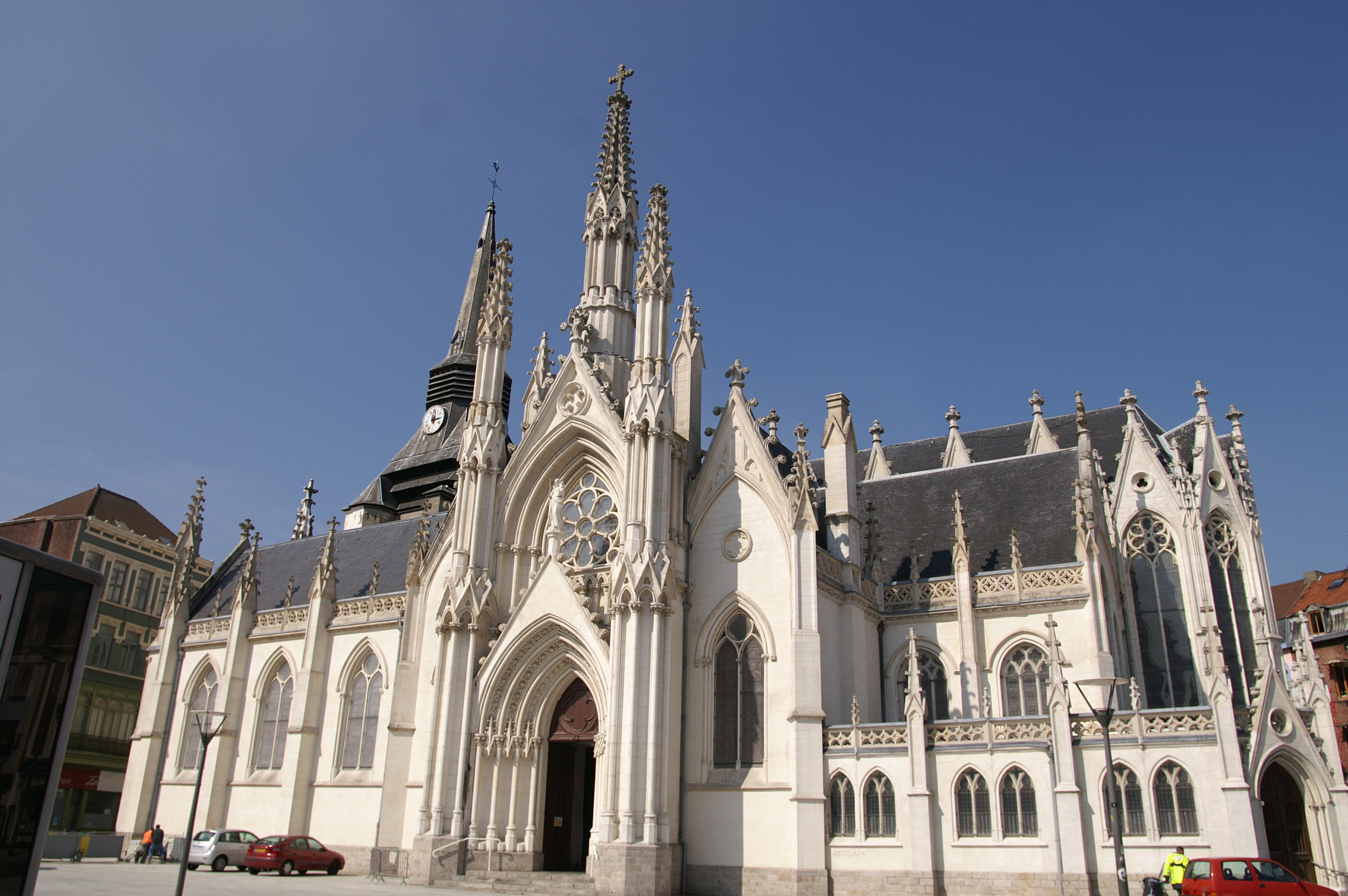
Szent Márton-templom
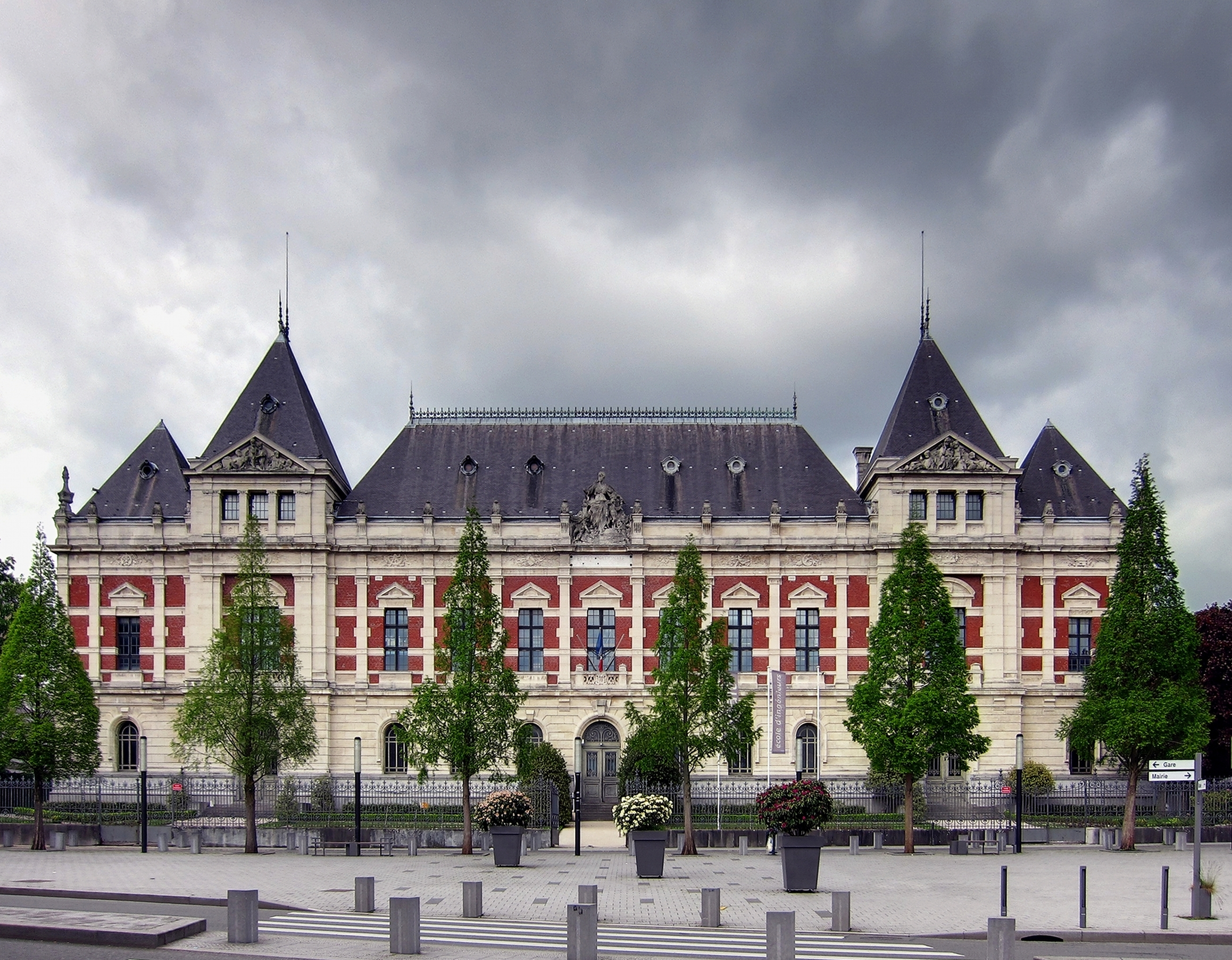
ENSAIT – Országos Textilipari- és Művészeti Főiskola
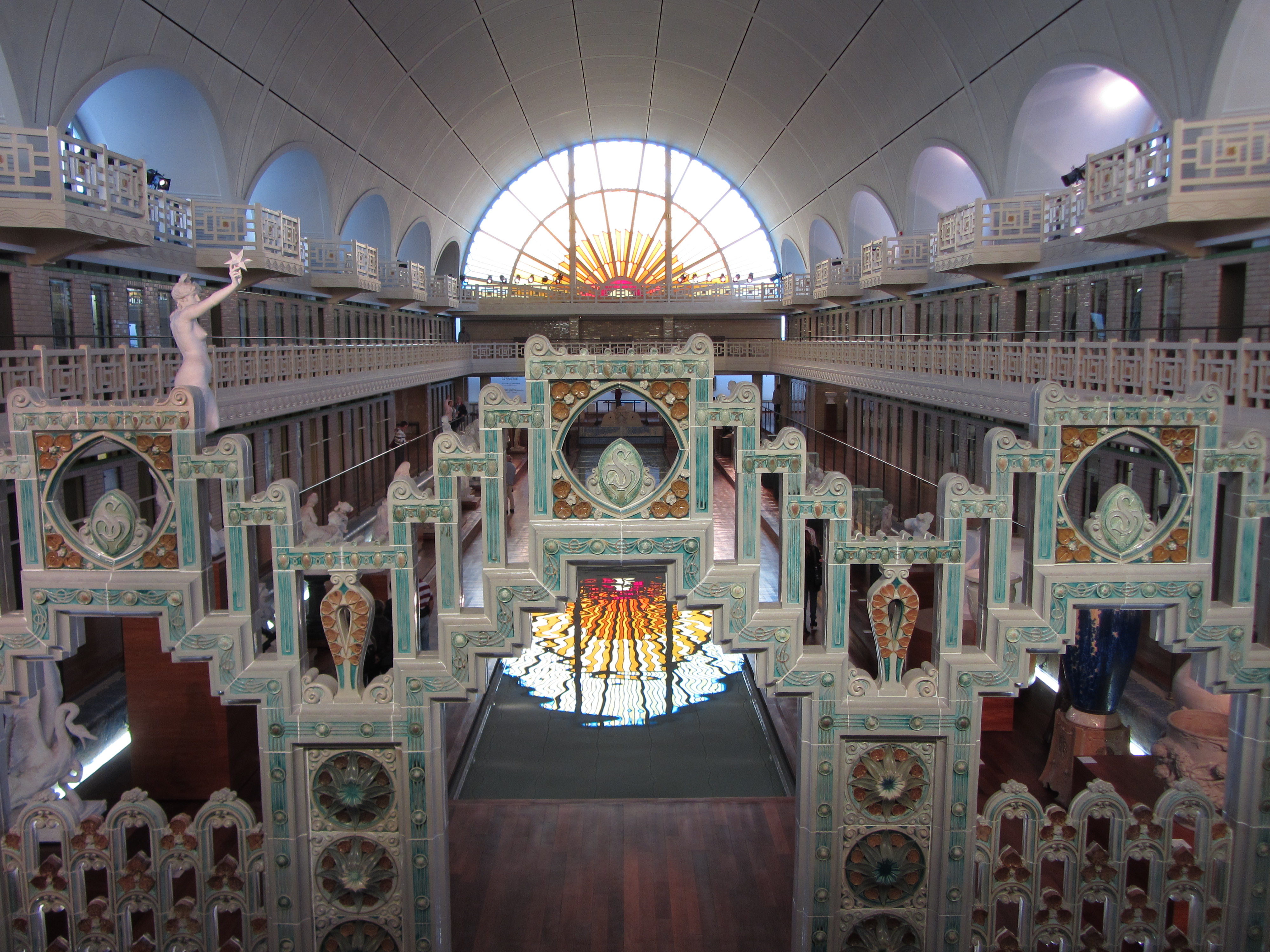
La Piscine – André Diligent Művészeti és Ipari Múzeum